# Biaix de confirmació
En psicologia i en les ciències cognitives, el  biaix de confirmació és una tendència a tenir en compte esdeveniments o elements de tal manera que confirmin les nostres preconcepcions o hipòtesis, provocant errors en la interpretació del món que ens envolta. S'hi sol fer referència també com a "biaix confirmatori" i és un dels biaixos cognitius que provoca més errors en la inferència inductiva realitzada en el procés de confirmació de les hipòtesis a estudiar. Per compensar aquesta tendència humana, s'ha elaborat el mètode científic amb l'objectiu de poder desaprovar les hipòtesis que la confirmen d'una manera més objectiva. Vegeu per a més informació falsacionisme.
El biaix de confirmació és un tipus de biaix cognitiu, un error sistemàtic del raonament inductiu. Aquests biaixos, en el processament de la informació, es distingeixen dels efectes de confirmació de comportament (també anomenada profecia autocomplerta), en què les expectatives d'una persona influeixen en el seu propi comportament.

El còdex de biaix cognitiu.

Els biaixos poden ocórrer en la reunió, interpretació o recuperació d'informació. Alguns psicòlegs utilitzen els "biaix de confirmació" de les desviacions sistemàtiques en qualsevol d'aquests tres processos, mentre que d'altres restringeixen els passos per a la recollida selectiva de l'evidència, utilitzant "biaix d'assimilació" per a interpretacions esbiaixades. En moltes situacions de raonament, les persones rebutgen el biaix de confirmació i les proves d'hipòtesis per a l'obtenció d'una informació real. Els biaixos apareixen en especial en els aspectes que són emocionalment importants (com ara, la salut personal o de relacions) i per a establir les creences que donen forma a les expectatives de la persona. Els biaixos de recerca, interpretació i/o d'emmagatzematge s'han utilitzat per a explicar la perseverança de creences (les creences en les persones romanen intactes encara que l'evidència d'aquestes creences ha estat provada com a falsa) i la polarització de l'actitud (un desacord és més polaritzat tot i que les diferent parts estan exposades a aquestes proves).
El biaix de confirmació pot portar a decisions desastroses, sobretot en l'organització i en els contextos polític i militar. Els intents d'ensenyar el pensament crític poden ser contraproduents si els biaixos de confirmació no són ben direccionats, ja que si s'utilitza la lògica del pensament només d'una banda de l'argument, els crítics poden convertir-se en "actius de ment tancada".

## Revisió
El biaix de confirmació és un fenomen en què les persones que prenen les decisions tendeixen a donar més pes a l'evidència que suporta, o confirma, la hipòtesi preferida, i per contra ignoren o infravaloren les proves que desaproven les hipòtesis desitjades. De fet, es pot pensar que és una mena de biaix de selecció a l'hora de col·leccionar proves.
Entre els primers investigadors d'aquest fenomen està Wason (1960) i ho va fer mitjançant l'elaboració d'un experiment en el qual se li ensenyava a tres persones tres nombres (un triplet):
| 2 | 4 | 6 |

i se'ls va dir que el triplet conformava una regla particular. Se'ls va preguntar que descobrissin la regla mitjançant la generació de les seves pròpies triples i que en fer-ho experimentaren la impressió de l'experimentador. Cada vegada que el subjecte generava una triple, l'experimentador li comunicava si la triple estava "bé" o "equivocada" d'acord amb la regla. Els subjectes als quals se'ls va dir que era correcte amb les seves hipòtesis, van anunciar la regla.
Ha de saber-se que la regla que coneixien els experimentadors era molt senzilla, tal com: "qualsevol seqüència ascendent"; en aquest cas, els subjectes tenien grans problemes per a induir la regla, i sovint declaraven complicades regles molt allunyades de la realitat. Va ser molt interessant comprovar que quan se'ls comunicava que la seva hipòtesi era "positiva", és a dir, que la seva hipòtesi era correcta, la tendència a negar era molt rara. Wason va fer referència a aquest fenomen com un biaix de tipus confirmació, mitjançant el qual els subjectes sistemàticament busquen proves que confirmen les hipòtesis preferides i eviten les que les deneguen.
El biaix de confirmació de Wason va ser el primer per a aquest error sistemàtic trobat en els subjectes sotmesos a les tasques de selecció de Wason. En essència, els subjectes van ser elegits només per examinar cartes que podien confirmar o no les regles no comunicades per un experimentador. El biaix de confirmació s'ha emprat com a teoria de base per a demostrar com certs subjectes creuen i mantenen idees pseudocientífiques.

## Estratègia de proves positives
El primer document que va utilitzar el terme biaix de confirmació va ser el de Peter Cathcart Wason (1960): Experiment del descobriment de la regla. En aquest experiment, desafia uns subjectes a identificar una regla que s'ha aplicat a tres nombres en seqüència, a partir d'una informació (2,4,6) s'endevina la regla. Els subjectes podrien generar les seves pròpies seqüències triples i l'experimentador els va confirmant si cada seqüència triple s'ajusta a la regla original. Se'ls va indicar als subjectes que una vegada que estiguessin segurs que havien trobat la regla, havien d'indicar el que pensaven que era.
Encara que la norma real era simplement "una seqüència ascendent", els subjectes semblaven tenir molta dificultat per arribar-hi, sovint anunciaven normes que eren molt més complexes, com "el nombre mitjà és la mitjana de la primera i última". Els subjectes, aparentment, només provaven exemples "positius" de seqüències triples i segons això es creien confirmats per la resposta. Per exemple, si pensaven que la regla era: "Cada nombre és la suma del seu predecessor més dos", llavors posaven una seqüència triple que s'ajustés a aquesta regla, com "11, 13, 15" en lloc d'una seqüència triple que la viola, com "11, 12, 19".
Wason també va utilitzar el biaix de confirmació per a explicar els resultats del seu experiment de selecció de tasques, encara que es va adonar ràpidament que els participants podrien estar utilitzant tres valors lògics en lloc de dos valors.
Wason informà que els subjectes del seu experiment estaven tractant de confirmar les seves hipòtesis en lloc de fer una prova. En altres paraules, que havien mostrat un biaix de confirmació. No obstant això, el 1987 la crítica de Klayman va ensenyar que Wason només havia demostrat l'existència d'una estratègia de prova positiva, la qual és lògicament diferent. Una estratègia de prova positiva és un exemple d'una heurística: una idea presa a la lleugera és imperfecta, però fàcil d'assimilar. En situacions en què la regla objecte és molt específica, una estratègia de prova dona positiva la informació. En l'experiment de descobrir la regla, l'objectiu de la regla fou molt ampli, per la qual cosa va posar en evidència la debilitat de l'heurística. Klayman argumentà que els objectius són usualment específics, i en aquesta situació, l'estratègia de prova positiva és una bona heurística. Aquesta interpretació va ser recolzada per una experiència similar que utilitza les etiquetes "Dax" i "MED" en lloc de "s'ajusta a la norma" i "no s'ajusta a la norma". Els subjectes en aquesta versió de l'experiment van tenir molt més d'èxit en la recerca de la norma correcta.
Experiments repetits han establert fermament l'existència d'un biaix cap a les estratègies de prova positiva, cosa que significa que la gent fa preguntes de tal manera que una resposta «sí», confirma la hipòtesi. Tanmateix, això és diferent a un veritable biaix de confirmació, que donaria un resultat positiu si la hipòtesi és vertadera o falsa. Si, en la tasca de seqüències triples de Wason, la regla objecte havia estat "tres nombres parells creixents" i la hipòtesi dels subjectes havia estat "augmentar dos cada vegada", llavors una prova positiva d'aquesta hipòtesi (com "11, 13, 15 ") pot provocar una resposta ("No, això no s'ajusta a la regla"), que decidirà falsificar la hipòtesi.

## Prova d'hipòtesis parcials
Com que la investigació de Wason no va ser determinant, la investigació posterior ha examinat si hi ha un cert biaix de confirmació en l'elecció d'un subjecte sobre una pregunta a investigar. En alguns d'aquests experiments, els subjectes van evitar el biaix de confirmació i feien preguntes que diagnòstiques (proves de genuïna informació de la hipòtesi). No obstant això, alguns estudis van trobar proves d'un biaix de confirmació real. L'efecte ha estat demostrat en experiments en què expressions diferents de les mateixes preguntes donen com a resultat diferents respostes. Per exemple, les persones a les quals se'ls pregunta, "Ets feliç amb la teva vida social?" reporten major satisfacció que a les quals se'ls pregunta: "Ets infeliç amb la teva vida social?"; en lloc de buscar al llarg de totes les proves pertinents, els subjectes semblen concloure la cerca tan aviat com trobin la informació que dona suport a una resposta afirmativa.
En un estudi similar, els subjectes havien d'escollir si una persona tenia una personalitat introvertida o extravertida, sobre la base d'una entrevista. Van triar les preguntes de l'entrevista d'una llista donada. Quan l'entrevistat es va presentar com una persona introvertida, els subjectes elegien preguntes que suposaven la introversió, com ara "Què trobes desagradable sobre festes sorolloses?". Quan l'entrevistat era descrit com a extravertit, gairebé totes les preguntes suposaven l'extraversió, com ara "Què faria vostè per donar-li vida a un partit avorrit?". Aquestes preguntes carregades dels entrevistats els va donar poca o cap oportunitat de refutar la hipòtesi sobre ells. No obstant això, un experiment més tard va donar als temes més genuïnament preguntes de diagnòstic per triar, com "Fuig vostè d'interaccions socials?". Els subjectes prefereixen preguntar més sobre preguntes de diagnòstic, mostrant només una feble tendència cap a les proves positives. Aquest model, d'una preferència principal per a les proves de diagnòstic i una preferència més feble secundària de proves positives, s'ha replicat en altres estudis.
En un experiment del 1983, es van prendre diverses persones per participar en un estudi pràctic sobre un cas de custòdia infantil. De dos pares, el pare A va ser moderadament apte per a ser acurat en diversos aspectes, mentre que el pare B tenia una barreja de destacades qualitats positives (una estreta relació amb el nen) i de qualitats negatives (per exemple, un treball que li ocupa molt de temps). Quan se'ls va preguntar als subjectes "Quin pare hauria de tenir la custòdia del nen?", van buscar atributs positius i la majoria va triar el pare B. No obstant això, quan la pregunta era "A quin pare se li ha de negar la custòdia del nen?" buscaven atributs negatius, i aquesta vegada una majoria va respondre el pare B, cosa que implica que el pare A havia de tenir la custòdia. D'aquí que un petit canvi en la redacció de la pregunta inverteix el resultat.

## Els efectes del biaix de confirmació

### Fenomen social
S'ha argumentat que els biaixos de confirmació poden explicar la forma en què s'autoperpetua i es propaga l'autosuggeriment en les creences socials. Aquest biaix pot passar socialment quan les idees negatives es propaguen més ràpidament que les positives.

### Polarització de l'actitud
El biaix de confirmació juga un important rol en el funcionament de les xarxes socials. Actualment, hi ha un gran qüestionament sobre l’efecte de les xarxes que, utilitzant el biaix de confirmació, fidelitzen i atrapen als internautes, fent-los veure només informació que confirma el que ja pensen i reforça les seves certituds i contribuint a polaritzar progressivament les posicions a la societat. 
L'investigador de la web Eli Pariser en la seva obra The Filter Bubble : What The Internet is Hiding from you expressa: Internet i les xarxes socials són màquines de tancar als internautes en les seves pròpies certituds?
Aquest efecte encara és estudiat i està al cor de la reflexió de la recerca i la reflexió ètica de la tecnologia i la intel·ligència artificial, de la qual parla Tristan Harris com es mostra en la pel·lícula The Social Dilemma.
La utilització del biaix de confirmació per les xarxes socials en el terreny polític pot ser molt perillós, com denuncia amnistia internacional, assenyalant el rol de la xarxa Facebook en el Genocidi rohingya.

### Persistència de creences desacreditades
En la literatura clàssica el biaix de confirmació afirma que els lectors es posicionen com a cercadors parcials d’informació. El biaix de confirmació s'aplica a la preferència dels informats de rebre informació d'acord amb els seus punts de vista. Les persones analitzades tendeixen a acceptar eixa informació de manera acrítica quan corrobora les seves opinions o teories preexistents. Quan la informació prové d'una font que s'oposa als nostres punts de vista, és més probable que sigui ignorada o qüestionada.
En una discussió, les evidències solen emprar-se per a reforçar l'afirmació de l'argumentador, en conseqüència, únicament han d'“encaixar” amb l'afirmació; no en cal una avaluació crítica. Per contra, quan l'argumentador pensa que la informació és falsa, ha d'utilitzar les evidències per a afeblir l'afirmació i descartar-la. Aquesta és una tasca molt més exigent, especialment entre els estudiants de secundària. És ben sabut que la identificació d'informació errònia requereix una consciència crítica per a reconèixer una deficient justificació d'afirmacions i l'ús d'evidències febles.
D'acord amb la literatura sobre el biaix de confirmació, en el treball de Klaczynski i Gordon (1996), els participants van ser més propensos a identificar l'amenaça a la validesa quan la informació anava en contra de la seva opinió i menys propensos a identificar la mateixa amenaça quan donava suport a la seva opinió. Aquests autors van concloure que l'escepticisme sobre les evidències contràries, quan una persona està raonant, pot ajudar a superar el biaix de confirmació. De la mateixa manera, Taber i Lodge (2012) van trobar que els individus dedicaven més temps a processar la evidència discrepant que els arguments confirmatoris quan llegien textos sobre temes controvertits en els quals tenien fortes creences. A més, quan se'ls demanava que escrigueren un text argumentatiu, els participants eren més crítics amb els arguments discrepants que amb els confirmatoris.
Els investigadors en psicologia i ciències cognitives, el Dr Hollyn Johnson i el Pr Colleen Seifert, han mostrat que quan una persona desacrita una de les nostres creences, en particular quan aquesta creença tenia un component emocional fort, la falsa creença continua influint-nos en les nostres decisions quotidianes.

### Preferència per la informació primària
L'efecte de primicia és el fet que la impressió general que es té d'algú o d'alguna cosa està més influïda per la primera informació rebuda, sigui bona o dolenta, que per les següents. Va ser posat en evidència a mitjans dels anys 1940 pel psicòleg americà d'origen polonès Solomon E. Asch (1907-1996).
Els experiments han demostrat que una informació té un impacte més fort quan es la primera, encara que cada informació siga d'igual importància. Per exemple, les persones es formen una millor impressió d'algú que es descriu com «intel·ligent, treballador, impulsiu, crític, testut, envejós» que quan se'ls donen les mateixes paraules en ordre invers.

### Correlació ilusoria entre esdeveniments
Molt freqüent, aquest biaix cognitiu intervé en moltes situacions: creences populars, supersticions, proverbis, errors de diagnòstic mèdic, prejudicis, estereotips, etc. Aquest biaix cognitiu té com a origen el funcionament de la memòria que fa més fàcilment accessibles els records quan estan associats a esdeveniments marcants o poc frequents. L'individu basa així la seva anàlisi en una mostra massa feble d'informació i s'acontenta amb ella, per simplificació. Al revés, si l'individu espera que hi hagi un vincle entre dos esdeveniments, només observarà i recordarà les coincidències que van en aquesta direcció, la qual cosa tindrà com a efecte reforçar la seva creencia inicial.